# 锡安纳·查那
锡安纳·查那（1945年7月21日—2021年6月13日） 是印度米佐拉姆邦當地的一個支持多配偶的基督教教派的领袖 。1997年，锡安纳·查那接替其父親成為教派領袖。锡安纳·查那共有39位妻子、94个孩子、14个儿媳、33个孙子和1个曾孙，总共181名家庭成员。他的家人和他们的四层住宅已成為米佐拉姆邦當地的一個旅游景点。 2011年，他所在的家庭被华尔街日报視為世界上“最大的家庭”  。當年雷普利信不信由你！ 播出的11个奇特故事中有一個故事講述的就是锡安纳·查那的經歷。 